# Petri Liimatainen
Petri Liimatainen (* 20. Juli 1969 in Hässelby) ist ein ehemaliger schwedischer Eishockeyspieler und heutiger -trainer.

## Aktive Karriere
Petri Liimatainen begann seine Karriere als Eishockeyspieler in der Jugend von AIK Ishockey, für dessen Profimannschaft er von 1986 bis 1993 in der Elitserien, sowie der Division 1 aktiv war. Anschließend wechselte er zu den Malmö Redhawks, mit denen er in der Saison 1993/94 Schwedischer Meister wurde. Nach zwei Jahren in Malmö wurde der Verteidiger 1995 in die Deutsche Eishockey Liga, in der er die folgenden vier Spielzeiten lang für die Krefeld Pinguine auf dem Eis stand. Nach einem Jahr in der Schweizer Nationalliga A, kehrte der Linksschütze 2000 in die DEL zurück, in der er jeweils eine Spielzeit lang für die Berlin Capitals und die Kölner Haie auflief, wobei er mit den Rheinländern die Deutsche Meisterschaft gewann.
Nach dem Titelgewinn kehrte Liimatainen zu seinem Ex-Club Malmö Redhawks zurück, für den er ebenso wie anschließend für deren Ligarivalen Södertälje SK zwei Spielzeiten in der Elitserien verbrachte. In der Saison 2006/07 spielte der Schwede für den HC Lugano und den EHC Basel in der Schweizer Nationalliga A. Nachdem der Olympiateilnehmer von 1992 die Saison 2008/09 bei Linköpings HC begann, für den er unter anderem in einem Spiel der Champions Hockey League auf dem Eis stand, wechselte er zum EHC Linz in die Österreichische Eishockeyliga. Die Saison 2009/10 spielte Liimatainen für den dänischen Erstligisten Hvidovre, ehe er seine aktive Karriere beendete.

### International
Für Schweden nahm Liimatainen an den U20-Junioren-Weltmeisterschaften 1988 und 1989 sowie der Weltmeisterschaft 1992 teil. Des Weiteren stand er im Aufgebot Schwedens bei den Olympischen Winterspielen 1992 in Albertville.

## Trainerkarriere
Liimatainen arbeitete zu Beginn der Saison 2010/11 bei Hvidovre, für die er zuletzt auch als Spieler aktiv war. Während der Saison wechselte er jedoch zu seinem Ex-Verein, den Kölner Haien. In der Saison 2011/12 war er Co-Trainer bei IK Pantern und in der Saison 2013/14 unter Niklas Sundblad beim ERC Ingolstadt. Mit Ingolstadt gewann er den deutschen Meistertitel 2014. In der Saison 2015/16 war er abermals unter Sundblad Co-Trainer der Kölner Haie. Am 20. Januar 2016 wurden er und Sundblad in Köln entlassen. Am 5. Januar 2017 wurde Liimatainen Co-Trainer von Sundblad beim schwedischen Erstligaverein Örebro HK und hatte diese Position bis Dezember 2018 inne.
Zwischen Dezember 2019 und März 2020 war er Co-Trainer von Sundblad bei den Schwenninger Wild Wings.

## Erfolge und Auszeichnungen
- 1994 Schwedischer Meister mit den Malmö Redhawks
- 2002 Deutscher Meister mit den Kölner Haien
- 2014 Deutscher Meister mit dem ERC Ingolstadt (als Assistenztrainer)

### International
- 1987 Goldmedaille bei der U18-Junioren-Europameisterschaft
- 1989 Silbermedaille bei der U20-Junioren-Weltmeisterschaft
- 1992 Goldmedaille bei der Weltmeisterschaft